# Amanecer (macrosector de Temuco)
Amanecer es un macrosector de la ciudad de Temuco, Chile. Se ubica en la esquina suroeste de la urbe. Su población fue establecida allí en la década de 1960, pero recién en 2000 fue definido oficialmente por la Municipalidad de Temuco en su Plan de desarrollo comunal.

## Historia
Su territorio comenzó a incorporarse a la urbe al levantarse allí viviendas sociales en los años 1960, específicamente en las zonas aledañas a lo que es hoy la avenida Caupolicán. Después, en la década de 1980, más al oeste se construyeron tanto viviendas sociales como inmuebles para la clase media.
En 2000, el Plan de desarrollo comunal (Pladeco) definió los macrosectores oficiales de la comuna. Amanecer quedó establecido en la esquina suroeste de la ciudad de Temuco. Luego, en 2010, en su Diagnóstico sistémico territorial, la Municipalidad de Temuco modificó los límites, traspasando parte de su territorio a los macrosectores Universidad y Labranza. Un nuevo Diagnóstico territorial le devolvió, en 2014, sus bordes originales, quedando delimitado actualmente por el río Cautín al sur; la calle Las Quilas y la línea imaginaria que la prolonga hacia la ribera de río, al este; la calle Los Hualles y sus prolongaciones imaginarias entre Las Quilas y la avenida Caupolicán, el barranco Aquelarre, la calle Los Castaños, las avenidas Francisco Salazar y Las Encinas, la calle Bosque Grande y la ciclovía Temuco-Labranza al norte; y la calle Los Naranjos, anteriormente conocida como el camino Puntilla del Maipo, y su prolongación hacia el río Cautín, al oeste.

## Geografía
Se ubica en la zona suroeste de la ciudad de Temuco, con el río Cautín como límite natural.
Entre 2010 y 2014, contó solamente con 1,65 kilómetros cuadrados de superficie, al traspasarse parte de su territorio a los macrosectores Universidad y Labranza, con los cuales limitaba.
En 2014, al restablecerse sus límites, quedó nuevamente con sus 5,91 kilómetros cuadrados iniciales.
La cota 100 pasa por este macrosector.

### Macrosectores limítrofes
Amanecer limita con los siguientes macrosectores:

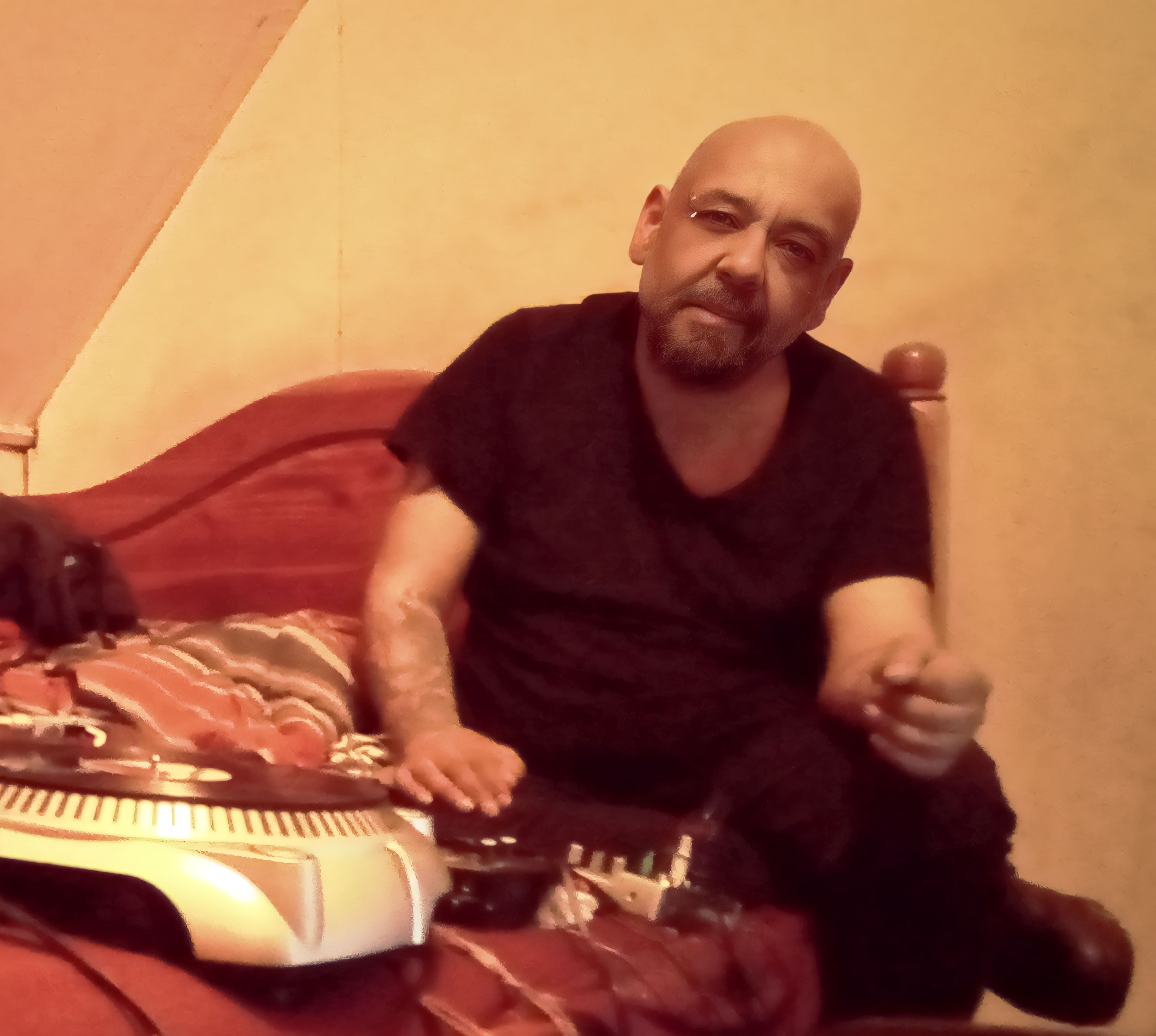
Newwave, músico del macrosector Amanecer.

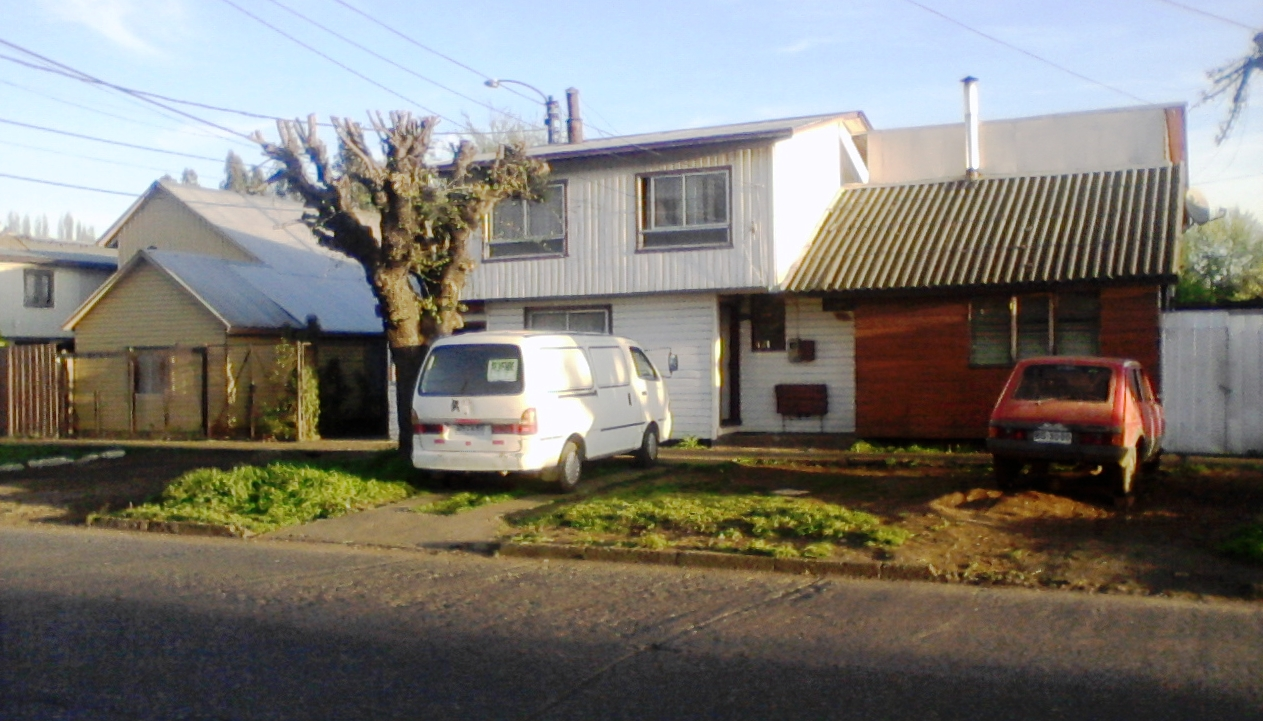
Barrio Abraham Lincoln del macrosector Amanecer.

| Noroeste: Botrolhue | Norte: Poniente | Nordeste: Centro |
| Oeste: Botrolhue    |                 | Este: Centro     |
|                     |                 |                  |

## Población
En el censo nacional de 2002, se registraron 18 014 personas pertenecientes al macrosector Amanecer (7,34 por ciento del total comunal), con una densidad poblacional de 10 917 habitantes por kilómetro cuadrado.
Actualmente, según proyecciones, la población de Amanecer es de 41 574 habitantes.

## Urbanismo

### Áreas verdes
Entre 2010 y 2014, el promedio de áreas verdes era de 4 metros cuadrados por habitante, lejano al estándar recomendado por la Organización Mundial de la Salud, que es de 9 metros cuadrados por habitante. La mayoría de estos espacios no eran mantenidos por la Municipalidad de Temuco, y se encontraban deteriorados o fueron convertidos en basurales.
Después de 2014, con la devolución de sus territorios entregados anteriormente a otros macrosectores, y gracias a la construcción de espacios como Ribera Venecia y el parque deportivo Amanecer, el macrosector homónimo alcanzó las 135 áreas verdes (parques, plazas, plazoletas y espacios de esparcimiento asociados a recintos deportivos), que suman una superficie total de 309 067 metros cuadrados, con un índice percápita de 7,4 metros cuadrados por habitantes.
Destacan el parque Venecia, los bandejones Las Quilas, el parque deportivo Amanecer, y el trébol del paso superior Recabarren, con sus canchas aledañas. Además, los jardines que acompañan la ciclovía Temuco-Labranza forman el límite entre los macrosectores Amanecer y Poniente.
Es la zona sur de Amanecer la más desprovista de áreas verdes.

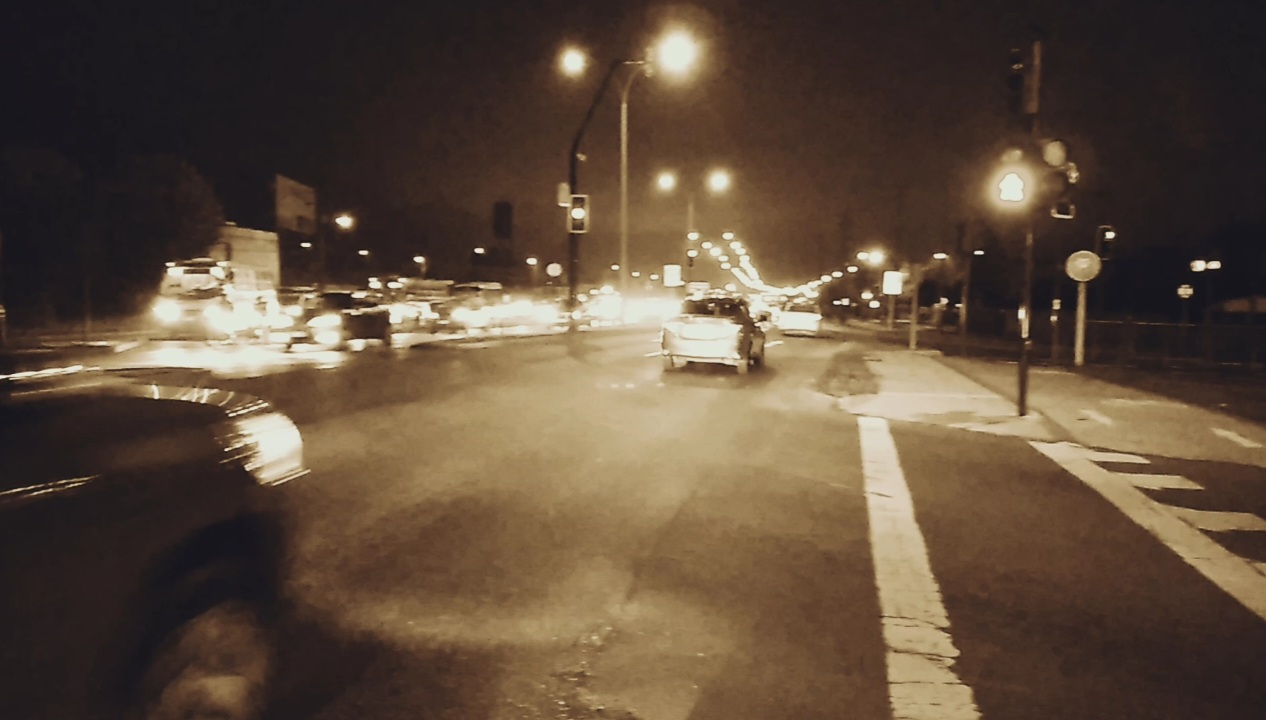
Intersección de las avenidas Manuel Recabarren y Francisco Salazar.

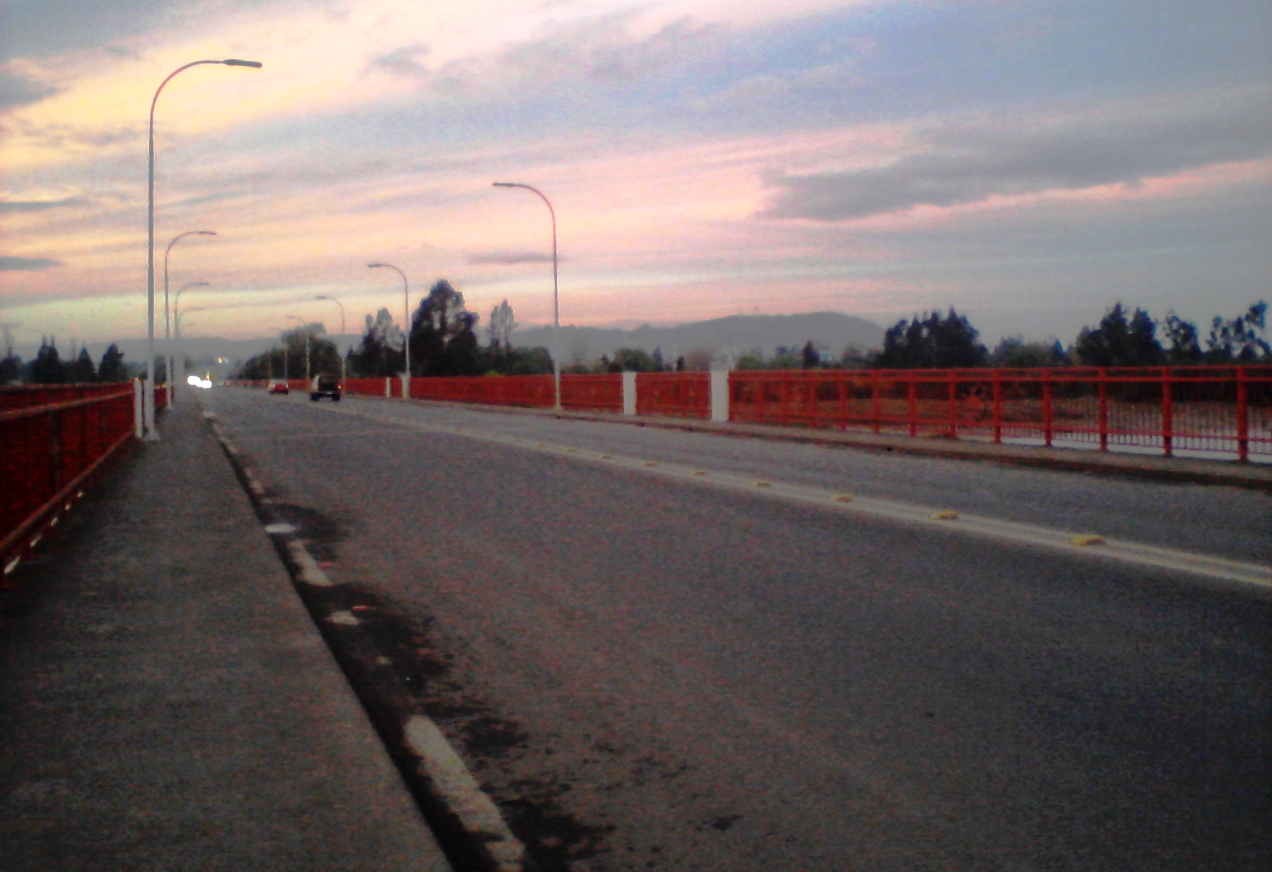
Puente Cautín, que cruza el río homónimo y une el macrosector Amanecer con la comuna de Padre Las Casas.

## Transporte

### Arterias viales
La avenida Manuel Recabarren es su principal arteria vial. Se encuentra en carpeta la construcción de una calzada de una pista por sentido, denominada Costanera Amanecer, que se iniciará en las cercanías de la esquina de la avenida de Los Poetas y la calle Las Quilas, para luego avanzar hacia el oeste, a lo largo de la ribera del río Cautín, y finalizar en la Ruta S-40, fuera del macrosector. Ayudará a descongestionar la avenida Recabarren y a terminar con el deterioro que presenta el margen fluvial.

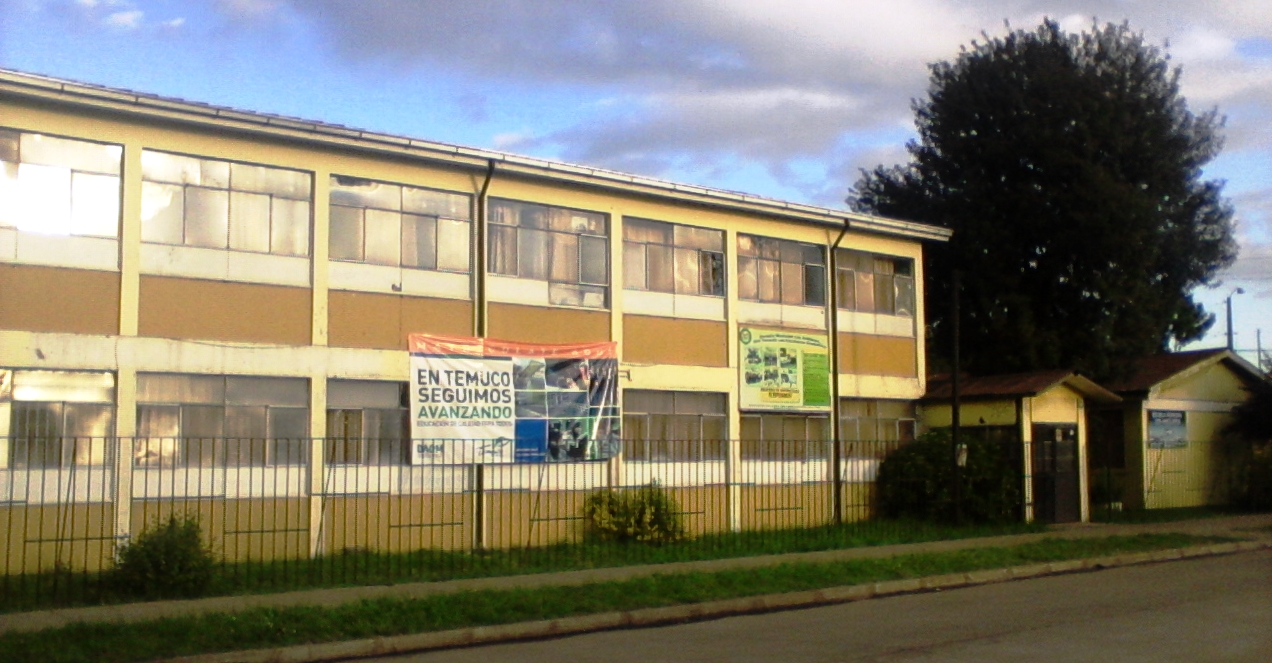
Escuela Los Avellanos.

## Véase también

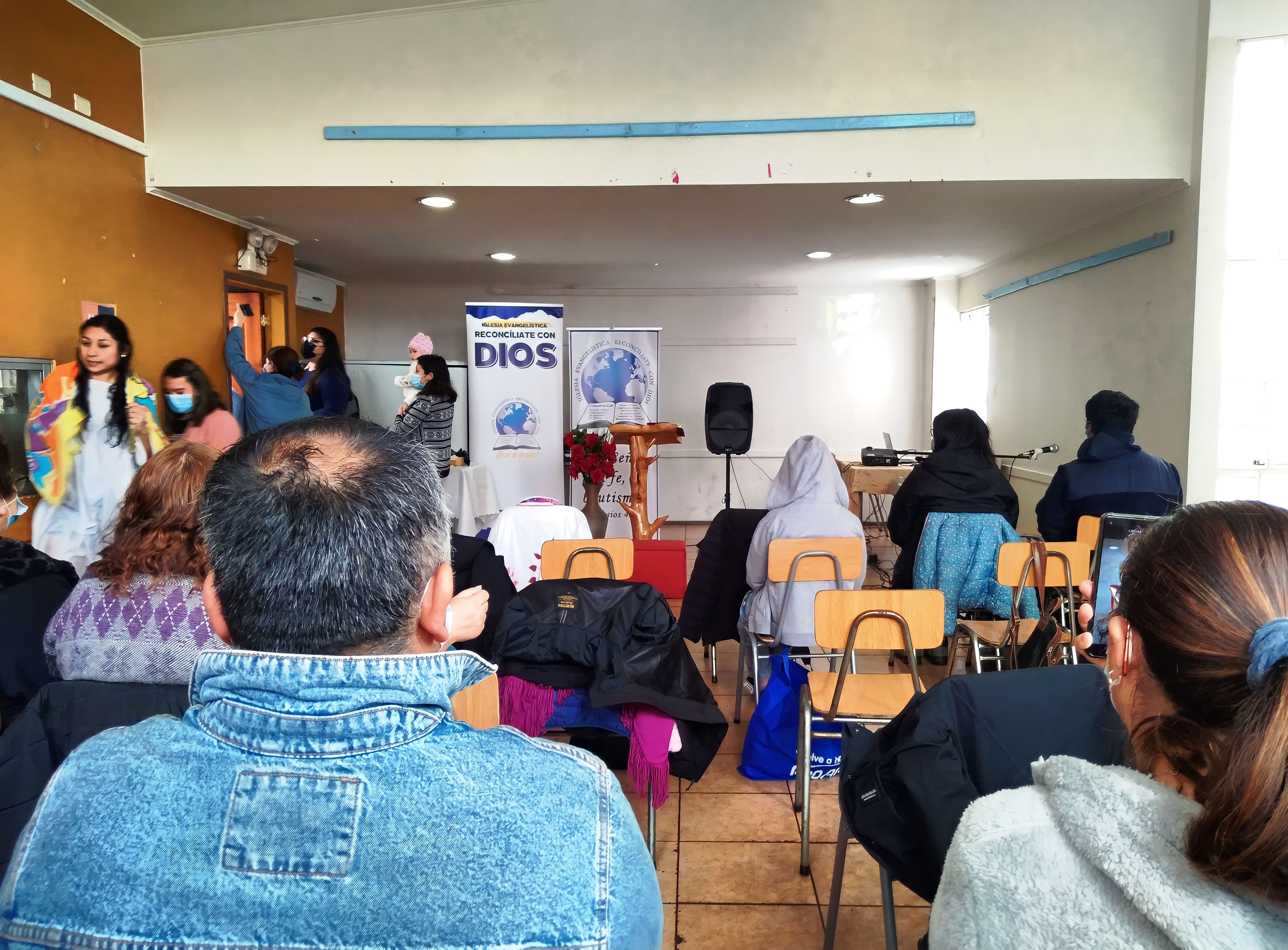
Culto de la Iglesia Evangelística Reconcíliate con Dios, en la sede social Ampliación Amanecer.